# Vífilsstaðavatn
Vífilsstaðavatn är en sjö på Island. Dess yta är 0,3 km2. Sjön och dess omgivningar är fridlysta sedan 2007.

## Bildgalleri

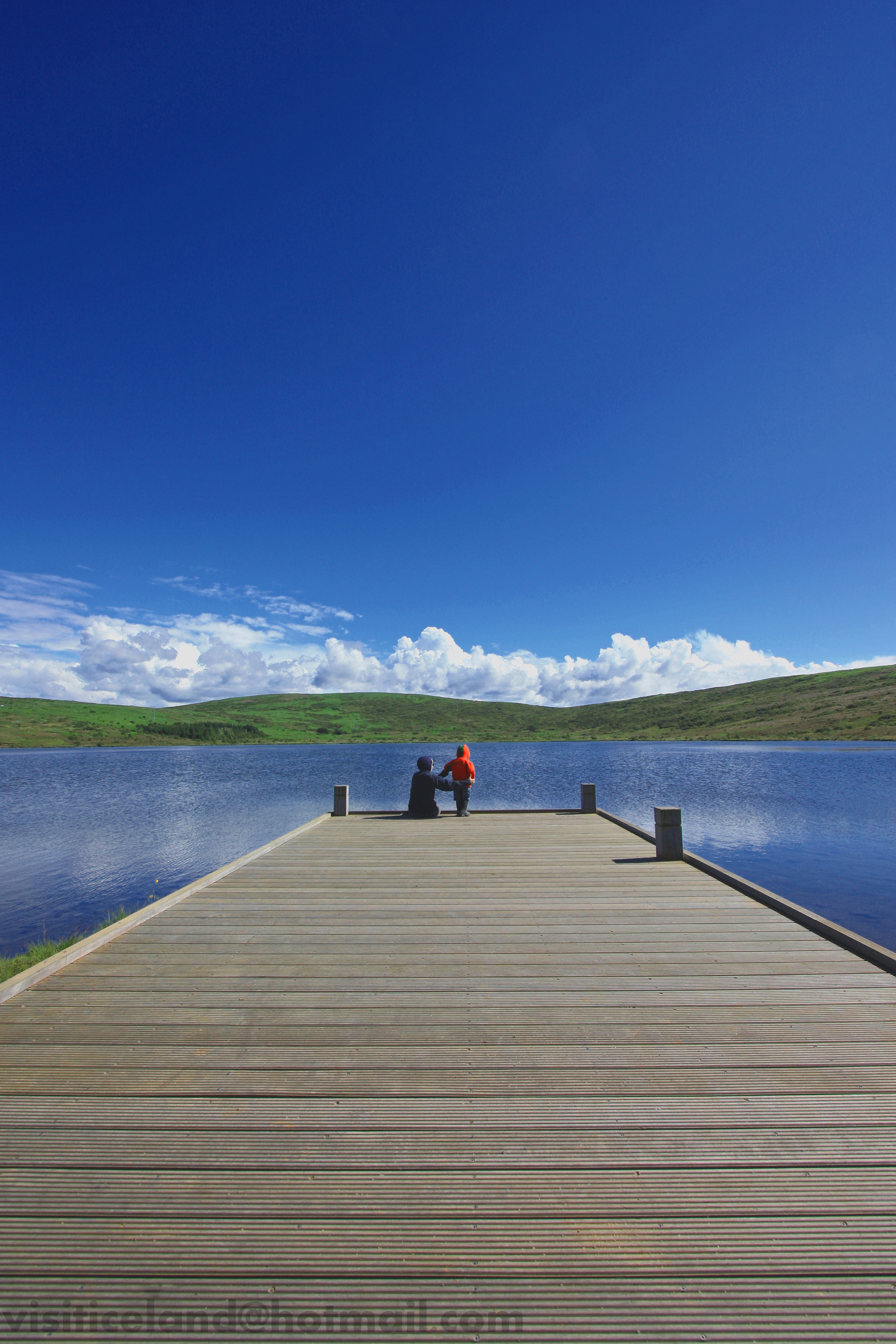
Vífilsstaðavatn (2010)
Flygbild av Vífilsstaðavatn (nedan till vänster, 2011)